# 杉咲花の撮休
『杉咲花の撮休』（すぎさきはなのさつきゅう）は、WOWOWプライムおよびWOWOWオンデマンドにて、2023年2月10日から3月17日放送・配信されたオムニバスドラマ。
タイトルにある“撮休”とはドラマや映画の撮影期間に突然訪れた休日のことを指す。

## 概要
『テレビドラマや映画など数々の作品に出演する俳優が、出演作品の撮影期間中に突然訪れた休日、つまり“撮休”の一日をどう過ごすのだろう?』ということをテーマに、新進気鋭のクリエイターたちがそれぞれ妄想を膨らませ、毎話異なるパラレルストーリーを紡ぐ。
2020年に女優・有村架純の休日を描いた『有村架純の撮休』が反響を呼んだことから、その後、“撮休シリーズ”として竹内涼真、神木隆之介を相次いで主役に迎えて製作・放送された。本作はその第4弾として杉咲花を主役に迎え、卓越した演技力を武器に数々の作品で評価を高めてきた彼女の撮休の姿を描くものである。

## キャスト
杉咲花
演 - 杉咲花（本人）
主人公。

### ゲスト

#### 第1話「丸いもの」
瑞希
演 - 上白石萌歌
ストリートミュージシャン。
権田
演 - 松浦祐也
コインランドリーの客。

#### 第2話「ちいさな午後」
優
演 - 中田青渚
花の友人。
店主
演 - 塚本晋也
花が行きつけの定食屋の店主。
サラリーマン
演 - 若葉竜也

定食屋の客
演 - 岡部たかし

リストラされた男
演 - 芹澤興人
花が公園で出会う人物。

#### 第3話「両想いはどうでも」
長谷草
演 - 泉澤祐希
花が想いを寄せる人物。
武田
演 - 菊池亜希子（第4話）
花と草のマネージャー。

#### 第4話「リリー」
リリー
演 - ロン・モンロウ
花が受ける中国語のレッスンの講師。
警官
演 - 光石研
リリーが携帯電話を落としたことで届け出に行く交番の警官。

#### 第5話「従姉妹」
桧山大樹
演 - 坂東龍汰（第6話）
花の恋人。
河野緑
演 - 橋本愛（第6話）
花の役者仲間。
雪
演 - 杉咲花
花の従姉妹。

#### 第6話「五年前の話」
水野
演 - 芋生悠
花が緑と暮らすための物件を探しに立ち寄る不動産会社のスタッフ。
風間
演 - 足立智充
不動産会社のスタッフ。

#### その他
椿原
演 - 松尾諭
プロデューサー。
- 大方緋沙子、サッシャ、中野翠咲、本折最強さとし、森田想、上地春奈、山野海、夙川アトム[4]

## スタッフ
- 監督 - 松居大悟、今泉力哉、三宅唱
- 脚本 - 松居大悟、燃え殻、今泉力哉、向井康介、和田清人、三宅唱
- 音楽 - 安達練[1]
- 主題歌 - Chilli Beans.「border line」（A.S.A.B）[1]
- プロデューサー - 高田亜美（WOWOW）、加茂義隆（WOWOW）、藤原努（ホリプロ）、石坂久美子（ホリプロ）、白石裕菜（ホリプロ）
- 制作協力 - ホリプロ
- 製作著作 - WOWOW

## 放送日程
| 各話   | 放送日  | サブタイトル     | 脚本            | 監督     |
| ------ | ------- | ---------------- | --------------- | -------- |
| 第1話  | 2月10日 | 丸いもの         | 松居大悟        | 松居大悟 |
| 第2話  | 2月17日 | ちいさな午後     | 燃え殻          | 今泉力哉 |
| 第3話  | 2月24日 | 両想いはどうでも | 今泉力哉        | 今泉力哉 |
| 第4話  | 3月03日 | リリー           | 向井康介        | 松居大悟 |
| 第5話  | 3月10日 | 従姉妹           | 和田清人 三宅唱 | 三宅唱   |
| 最終話 | 3月17日 | 五年前の話       | 和田清人 三宅唱 | 三宅唱   |